# Ben Llewellin
Ben Llewellin (11 de julio de 1994) es un deportista británico que compite en tiro, en la modalidad de tiro al plato.
Ganó dos medallas en el Campeonato Mundial de Tiro, en los años 2022 y 2023, y cinco medallas en el Campeonato Europeo de Tiro entre los años 2019 y 2025.
En los Juegos Europeos de Cracovia 2023 consiguió una medalla de bronce en la prueba de skeet mixto.

## Palmarés internacional
| Campeonato Mundial | Campeonato Mundial    | Campeonato Mundial | Campeonato Mundial |
| Año                | Lugar                 | Medalla            | Prueba             |
| ------------------ | --------------------- | ------------------ | ------------------ |
| 2022               | Osijek (Croacia)      | Medalla de oro     | Skeet mixto        |
| 2023               | Bakú (Azerbaiyán)     | Medalla de bronce  | Skeet mixto        |
| Juegos Europeos    |                       |                    |                    |
| Año                | Lugar                 | Medalla            | Prueba             |
| 2023               | Cracovia (Polonia)    | Medalla de bronce  | Skeet mixto        |
| Campeonato Europeo |                       |                    |                    |
| Año                | Lugar                 | Medalla            | Prueba             |
| 2019               | Lonato (Italia)       | Medalla de bronce  | Skeet mixto        |
| 2022               | Lárnaca (Chipre)      | Medalla de oro     | Skeet mixto        |
| 2022               | Lárnaca (Chipre)      | Medalla de bronce  | Skeet              |
| 2023               | Osijek (Croacia)      | Medalla de oro     | Skeet mixto        |
| 2025               | Châteauroux (Francia) | Medalla de oro     | Skeet              |